# Tân Ngũ Đại sử
| Nhị thập tứ sử | Nhị thập tứ sử | Nhị thập tứ sử              | Nhị thập tứ sử |
| -------------- | -------------- | --------------------------- | -------------- |
| STT            | Tên sách       | Tác giả                     | Số quyển       |
| 1              | Sử ký          | Tư Mã Thiên                 | 130            |
| 2              | Hán thư        | Ban Cố                      | 100            |
| 3              | Hậu Hán thư    | Phạm Diệp                   | 120            |
| 4              | Tam quốc chí   | Trần Thọ                    | 65             |
| 5              | Tấn thư        | Phòng Huyền Linh (chủ biên) | 130            |
| 6              | Tống thư       | Thẩm Ước                    | 100            |
| 7              | Nam Tề thư     | Tiêu Tử Hiển                | 59             |
| 8              | Lương thư      | Diêu Tư Liêm                | 56             |
| 9              | Trần thư       | Diêu Tư Liêm                | 36             |
| 10             | Ngụy thư       | Ngụy Thâu                   | 114            |
| 11             | Bắc Tề thư     | Lý Bách Dược                | 50             |
| 12             | Chu thư        | Lệnh Hồ Đức Phân (chủ biên) | 50             |
| 13             | Tùy thư        | Ngụy Trưng (chủ biên)       | 85             |
| 14             | Nam sử         | Lý Diên Thọ                 | 80             |
| 15             | Bắc sử         | Lý Diên Thọ                 | 100            |
| 16             | Cựu Đường thư  | Lưu Hú (chủ biên)           | 200            |
| 17             | Tân Đường thư  | Âu Dương Tu, Tống Kỳ        | 225            |
| 18             | Cựu Ngũ Đại sử | Tiết Cư Chính (chủ biên)    | 150            |
| 19             | Tân Ngũ Đại sử | Âu Dương Tu (chủ biên)      | 74             |
| 20             | Tống sử        | Thoát Thoát (chủ biên)      | 496            |
| 21             | Liêu sử        | Thoát Thoát (chủ biên)      | 116            |
| 22             | Kim sử         | Thoát Thoát (chủ biên)      | 135            |
| 23             | Nguyên sử      | Tống Liêm (chủ biên)        | 210            |
| 24             | Minh sử        | Trương Đình Ngọc (chủ biên) | 332            |
| -              | Tân Nguyên sử  | Kha Thiệu Mân (chủ biên)    | 257            |
| -              | Thanh sử cảo   | Triệu Nhĩ Tốn (chủ biên)    | 529            |

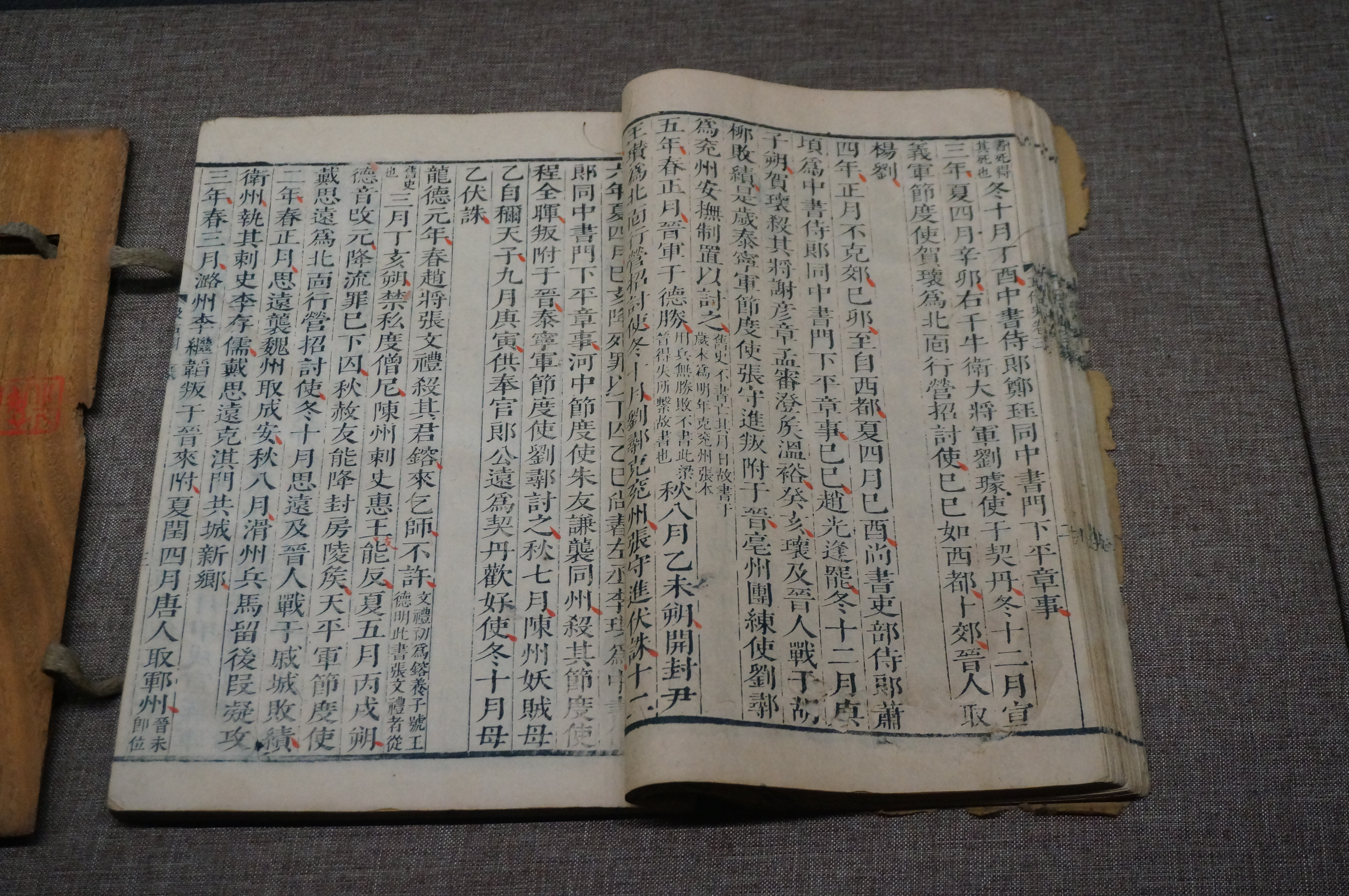
Historical Records of the Five Dynasties in Wuyi Museum

Tân Ngũ Đại sử (chữ Hán: 新五代史) là một sách lịch sử theo thể kỷ truyện trong 24 sách lịch sử Trung Quốc (Nhị thập tứ sử) do Âu Dương Tu thời Bắc Tống biên soạn. 
Tổng cộng có 74 quyển, bao gồm Bản kỷ 12 quyển, Liệt truyện 45 quyển, Khảo 3 quyển, Thế gia và Niên phả 11 quyển, Tứ Di phụ lục 3 quyển.
Sách ghi chép lịch sử thời Ngũ đại Thập quốc từ năm Khai Bình thứ nhất (năm 907) nhà Hậu Lương đến năm Hiển Đức thứ 7 (năm 960) nhà Hậu Chu.
Tân Ngũ Đại sử cùng với các sách sử khác cũng nói về thời kỳ Ngũ đại Thập quốc như Ngũ Đại hội yếu, Ngũ Đại sử bổ, Ngũ đại sử khuyết văn, Cửu quốc chí, đã góp phần bổ sung các sử liệu cho Cựu Ngũ Đại sử. Tuy nhiên, do Tân Ngũ Đại sử bỏ đi quá nhiều phần Chí của Cựu Ngũ Đại sử (thay bằng Khảo), cho nên về cơ bản, tính giá trị của sử liệu của Tân Ngũ Đại sử so với Cựu Ngũ Đại sử bị kém đi một phần.

## Quá trình biên soạn
Năm Cảnh Hựu thứ nhất (năm 1034), tháng 5, Âu Duơng Tư và Doãn Thù khi đó cùng giữ chức Quán các hiệu khám, được tham gia vào việc tu sửa sách Sùng Văn thư mục và biên soạn sách Thập quốc chí, đã có dự định cùng viết Tân Ngũ Đại sử, nhưng do quan điểm của hai người về sử học bất đồng nên việc này bị ngưng bỏ. Sau này, Doãn Thù có soạn riêng một bộ Ngũ Đại xuân thu gồm 2 quyển. 
Khoảng năm Cảnh Hựu thứ 3 (năm 1036), Âu Dương Tu bắt đầu biên soạn Tân Ngũ Đại sử. Năm Hoàng Hựu thứ 5 (năm 1053) đời vua Tống Nhân Tông, Tân Ngũ Đại sử hoàn thành, ban đầu có tên là Ngũ Đại sử ký. Bởi là sách sử của tư nhân nên được Âu Dương Tu cất giữ ở tư gia. Sau khi Âu Dương Tu qua đời, người nhà mới dâng sách này lên cho triều đình.
Thời vua Càn Long nhà Thanh, bộ sử của Âu Dương Tu được xếp vào hàng chính sử và được đổi tên thành Tân Ngũ Đại sử.

## Thể lệ
Các thiên Liệt truyện trong Tân Ngũ Đại sử thực chất có thể coi là các “loại truyện”, sử dụng phương thức phân loại và so sánh để chia ra các lớp nhân vật, đặc sắc nhất là các phần: Gia nhân truyện (hậu phi và tông thất của Ngũ đại), Thần truyện (các bề tôi của Ngũ đại), Tử tiết truyện (những người nguyện chết để giữ trọn khí tiết), Tử sự truyện (những người chết vì việc nước), Nhất hạnh truyện (các đạo sĩ, ẩn sĩ), Đường lục thần truyện (các bề tôi nhà Đường làm tể tướng nhà Hậu Lương), Nghĩa nhi truyện (8 người con nuôi của Lý Khắc Dụng), Linh quan truyện (các con hát), v.v. Tuy nhiên, thiên Tử tiết truyện chỉ ghi chép được 3 nhân vật, còn thiên Tử sự truyện ghi chép được 11 nhân vật, con số này kém xa so với các ghi chép trong Sách phủ nguyên quy. Lại như thiên Đường lục thần truyện ghi chép về những nhân vật tuy mang tiếng là bề tôi của nhà Đường nhưng lại góp sức giúp Chu Ôn soán ngôi nhà Đường, gợi lên tính châm biếm rất sâu xa.
Tân Ngũ Đại sử đổi Chí thành Khảo, lý do là bởi Âu Dương Tu cho rằng điển chương chế độ của thời Ngũ Đại không đáng được đưa vào sử. Cho nên Âu Dương Tu loại bỏ các thiên Chí truyền thống, chỉ giữ lấy hai Khảo là Ti thiên khảo và Chức phương khảo, tương đương với Thiên văn chí và Quận huyện chí của Cựu Ngũ Đại sử.
Tân Ngũ Đại sử bổ sung rất nhiều sử liệu về Thập quốc. Các ghi chép về Thập quốc được đặt tên là Thế gia, lại có thêm một thiên Thập quốc thế gia niên phổ. Sơ cảo của Thập quốc thế gia được biên soạn dựa trên sách Thập quốc ký mà Âu Dương Tu đã cùng biên soạn với Doãn Thù trước đây.
Còn thiên Tứ di phụ lục tương đương với Ngoại quốc liệt truyện của Cựu Ngũ Đại sử.

## Nội dung

### Bản kỉ
1. Lương bản kỉ đệ nhất - Thái Tổ thượng
2. Lương bản kỉ đệ nhị - Thái Tổ hạ
3. Lương bản kỉ đệ tam - Mạt Đế
4. Đường bản kỉ đệ tứ - Trang Tông thượng
5. Đường bản kỉ đệ ngũ - Trang Tông hạ
6. Đường bản kỉ đệ lục - Minh Tông
7. Đường bản kỉ đệ thất - Mẫn Đế, Phế Đế
8. Tấn bản kỉ đệ bát - Cao Tổ
9. Tấn bản kỉ đệ cửu - Xuất Đế
10. Hán bản kỉ đệ thập - Cao Tổ, Ẩn Đế
11. Chu bản kỉ đệ thập nhất - Thái Tổ
12. Chu bản kỉ đệ thập nhị - Thế Tông, Cung Đế

### Truyện
1. Lương gia nhân truyện đệ nhất - Vương hoàng hậu, Trương hoàng hậu, Chu Toàn Dục, Chu Hữu Lượng, Chu Hữu Năng, Chu Hữu Hối, Chu Tồn, Chu Hữu Ninh, Chu Hữu Luân, Chu Hữu Dụ, Chu Hữu Văn, Chu Hữu Tư
2. Đường Thái Tổ gia nhận truyện đệ nhị - Lưu hoàng hậu, Lý Khắc Nhượng, Lý Khắc Tu, Lý Khắc Cung, Lý Khắc Ninh, Lý Kế Ngập, Lý Kế Đồng, Lý Kế Tung, Lý Kế Thiềm, Lý Kế Nghiêu
3. Đường Minh Tông gia nhân truyện đệ tam - Tào hoàng hậu, Ngụy hoàng hậu, Lý Tùng Cảnh, Lý Tùng Vinh, Lý Tùng Xán, Lý Tùng Chương, Lý Tùng Ôn, Lý Tùng Mẫn
4. Đường Phế Đệ gia nhân truyện đệ tứ - Lưu hoàng hậu, Lý Trọng Cát, Lý Trọng Mĩ
5. Tấn gia nhân truyện đệ ngũ - Thạch Kính Uy, Thạch Kính Uân, Thạch Kính Huy, Thạch Trọng Anh, Thạch Trọng Tín, Thạch Trong Nghệ, Thạch Trọng Duệ, Thạch Trọng Cảo, Thạch Diên Úy, Thạch Diên Bảo
6. Hán gia nhân truyện đệ lục - Lưu Sùng, Lưu Tín, Lưu Thừa Huấn, Lưu Thừa Hựu, Lưu Thừa Huân
7. Chu Thái Tổ gia nhân truyện đệ thất - Sài hoàng hậu
8. Chu Thế Tông gia nhân truyện đệ bát - Sài Thủ Lễ, Lưu hoàng hậu, Phù hoàng hậu, Sài Nghị, Sài Thành, Sài Hi Nhượng, Sài Hi Cẩn, Sài Hi Hối
9. Lương thần truyện đệ cửu - Kính Tường, Chu Trân, Bàng Sư Cổ, Cát Tùng Chu, Hoắc Tồn, Trương Tồn Kính, Phù Đạo Chiêu, Lưu Hãn, Khấu Ngạn Khanh
10. Lương thần truyện đệ thập - Khang Hoài Anh, Lưu Tầm, Ngưu Tồn Tiết, Trương Quy Phách, Vương Trọng Sư, Từ Hoài Ngọc
11. Lương thần truyện đệ thập nhất - Dương Sư Hậu, Vương Cảnh Nhân, Hạ Côi, Vương Đàn, Mã Tự Huân, Vương Kiền Dụ, Tạ Ngạn Chương
12. Đường thần truyện đệ thập nhị - Quách Sùng Thao, An Trọng Hối
13. Đường thần truyện đệ thập tam - Chu Đức Uy, Phù Tồn Thẩm, Sử Kiến Đường, Vương Kiến Cập, Nguyên Hành Khâm, An Kim Toàn, Viên Kiến Phong, Tây Phương Nghiệp
14. Đường thần truyện đệ thập tứ - Phù Tập, Ô Chấn, Khổng Khiêm, Trương Diên Lãng, Lý Nghiêm, Lý Nhân Củ, Mao Chương
15. Đường thần truyện đệ thập ngũ - Chu Hoằng Chiêu, Phùng Uân, Lưu Diên Lãng, Khang Tư Lập, Khang Nghĩa Thành, Dược Ngạn Trù
16. Đường thần truyện đệ thập lục - Đậu Lô Cách, Lô Trình, Nhâm Viên, Triệu Phượng, Lý Tập Cát, Trương Hiến, Tiêu Hi Phủ, Lưu Tán, Hà Toản
17. Tấn thần truyện đệ thập thất - Tang Duy Hàn, Cảnh Diên Quảng, Ngô Loan
18. Hán thần truyện đệ thập bát - Tô Phùng Cát, Sử Hoằng Triệu, Dương Bân, Vương Chương, Lưu Thù, Lý Nghiệp, Niếp Văn Tiến, Hậu Tán, Quách Doãn Minh
19. Chu thần truyện đệ thập cửu - Vương Phác, Trịnh Nhân Hối, Hỗ Tái
20. Tử tiết truyện đệ nhị thập - Vương Ngạn Chương, Bùi Ước, Lưu Nhân Thiệm
21. Tử sự truyện đệ nhị thập nhất - Trương Nguyên Đức, Hạ Lỗ Kì, Diêu Hồng, Vương Tư Đồng, Trương Kính Đạt, Địch Tiến Công, Trương Vạn Địch, Thẩm Bân, Vương Thanh, Sử Ngạn Siêu, Tôn Thịnh
22. Nhất hạnh truyện đệ nhị thập nhị - Trịnh Ngao, Trương Tiến Minh, Thạch Ngang, Trình Phúc Uân, Lý Tự Luân
23. Đường lục thần truyện đệ nhị thập tam - Trương Văn Úy, Dương Thiệp, Trương Sách, Triệu Quang Phùng, Tiết Di Củ, Tô Tuần
24. Nghĩa nhi truyện đệ nhị thập tứ - Lý Tự Chiêu, Lý Tự Bổn, Lý Tự Ân, Lý Tồn Tín, Lý Tồn Hiếu, Lý Tồn Tiến, Lý Tồn Chương, Lý Tồn Hiền
25. Linh quan truyện đệ nhị thập ngũ - Chu Tạp, Kính Tân Ma, Cảnh Tiến, Sử Ngạn Quỳnh, Quách Tùng Khiêm
26. Hoạn giả truyện đệ nhị thập lục - Trương Thừa Nghiệp, Trương Cư Hàn
27. Tạp truyện đệ nhị thập thất - Vương Dung, La Thiệu Uy, Vương Xứ Trực, Lưu Thủ Quang
28. Tạp truyện đệ nhị thập bát - Lý Mậu Trinh, Hàn Kiến, Lưu Nhân Phúc, Hàn Tốn, Dương Sùng Bổn, Cao Vạn Hưng, Ôn Thao
29. Tạp truyện đệ nhị thập cửu - Lô Quang Trù, Đàm Toàn Bá, Lôi Mãn, Chung Truyền, Triệu Khuông Ngưng
30. Tạp truyện đệ tam thập - Chu Tuyên, Vương Sư Phạm, Lý Hãn Chi, Mạnh Phương Lập, Vương Kha, Triệu Sưu, Phùng Hành Tập
31. Tạp truyện đệ tam thập nhất - Thị Thúc Tông, Lý Ngạn Uy, Lý Chấn, Bùi Địch, Vi Chấn, Khổng Tuần, Tôn Đức Chiêu, Vương Kính Nhiêu, Tưởng Ân
32. Tạp truyện đệ tam thập nhị - Lưu Tri Tuấn, Đinh Hội, Hạ Đức Luân, Diêm Bảo, Khang Diên Hiếu
33. Tạp truyện đệ tam thập tam - Trương Toàn Nghĩa, Chu Hữu Khiêm, Viên Tượng Tiên, Chu Hán Tân, Đoạn Ngưng, Lưu ?, Chu Tri Dụ, Lục Tư Đạc
34. Tạp truyện đệ tam thập tứ - Triệu Tại Lễ, Hoắc Ngạn Uy, Phòng Tri Ôn, Vương Yến Cầu, An Trọng Bá, Vương Kiến Lập, Khang Phúc, Quách Diên Lỗ
35. Tạp truyện đệ tam thập ngũ - Hoa Ôn Kì, Trường Tùng Giản, Trương Quân, Dương Ngạn Tuân, Lý Chu, Lưu Xứ Nhượng, Lý Thừa Ước, Trương Hi Sùng, Tương Lý Kim, Trương Đình Uẩn, Mã Toàn Tiết, Hoàng Phủ Ngộ, An Ngạn Uy, Lý Quỳnh, Lưu Cảnh Nham
36. Tạp truyện đệ tam thập lục - Lô Văn Tiến, Lý Kim Toàn, Dương Tư Quyền, Doãn Huy, Vương Hoằng Chí, Lưu Thẩm Giao, Vương Chu, Cao Hành Chu, Bạch Tái Vinh, An Thúc Thiên
37. Tạp truyện đệ tam thập thất - Địch Quang Nghiệp, Phùng Huy, Hoàng Phủ Huy, Đường Cảnh Tư, Vương Tiến, Thường Tư, Tôn Phương Gián
38. Tạp truyện đệ tam thập bát - Vương Tuấn, Vương Ân, Lưu Từ, Vương Hoàn, Chiết Tùng Nguyễn
39. Tạp truyện đệ tam thập cửu - Chu Thủ Ân, Đổng Chương, Phạm Diên Quang, Lâu Kế Anh, An Trọng Vinh, An Tùng Tiến, Dương Quang Viễn
40. Tạp truyện đệ tứ thập - Đỗ Trọng Uy, Lý Thủ Trinh, Trương Nhạn Trạch
41. Tạp truyện đệ tứ thập nhất - Vương Cảnh Sùng, Triệu Tư Oản, Mộ Dung Ngạn Siêu
42. Tạp truyện đệ tứ thập nhị - Phùng Đạo, Lý Kì, Trịnh Giác, Lý Ngu, Lô Đạo, Tư Không Đĩnh
43. Tạp truyện đệ tứ thập tam - Lưu Hú, Lô Văn Kỉ, Mã Dận Tôn, Diêu Nghĩ, Lưu Nhạc, Mã Cảo, Thôi Cư Kiệm, Thôi Chuyết, Lý Dịch
44. Tạp truyện đệ tứ thập tứ - Hòa Ngưng, Triệu Oánh, Phùng Ngọc, Lô Chất, Lã Kì, Tiết Dung, Hà Trạch, Vương Quyền, Sử Khuê, Long Mẫn
45. Tạp truyện đệ tứ thập ngũ - Lý Tung, Lý Lân, Cổ Vĩ, Đoàn Hi Nghiêu, Trương Doãn, Vương Tùng, Bùi Hạo, Vương Nhân Dụ, Bùi Vũ, Vương Diên, Mã Trọng Tích, Triệu Diên Nghĩa

### Khảo
1. Ti thiên khảo đệ nhất
2. Ti thiên khảo đệ nhị
3. Chức phương khảo đệ tam

### Thế gia
1. Ngô thế gia đệ nhất - Ngô
2. Nam Đường thế gia đệ nhị - Nam Đường
3. Tiền Thục thế gia đệ tam - Tiền Thục
4. Hậu Thục thế gia đệ tứ - Hậu Thục
5. Nam Hán thế gia đệ ngũ - Nam Hán
6. Sở thế gia đệ lục - Sở
7. Ngô Việt thế gia khảo đệ thất - Ngô Việt
8. Mân thế gia đệ bát - Mân
9. Nam Bình thế gia đệ cửu - Kinh Nam
10. Đông Hán thế gia đệ thập - Bắc Hán
11. Thập quốc thế gia niên phổ đệ thập nhất

### Phụ lục
- Quyển 72: Tứ Di phụ lục đệ nhất Khiết Đan
- Quyển 73: Tứ Di phụ lục đệ nhị Khiết Đan
- Quyển 74: Tứ Di phụ lục đệ tam Hề, Thổ Dục Hồn, Đạt Đát, Đảng Hạng, Đột Quyết, Thổ Phồn, Hồi Cốt, Vu Điền, Cao Ly, Bột Hải, Tân La, Hắc Thủy Mạt Hạt, Nam Chiếu Man, Tang Ca Man, Côn Minh, Chiêm Thành
- Quyển 75: Ngũ Đại sử ký tự